# Michael Vroemans
Michael Vroemans (Antwerpen, 8 augustus 1977) is een Vlaams acteur, vooral bekend van zijn rol van Maarten Van den Bossche in de Vlaamse soapserie Familie.
Vroemans studeerde moderne talen aan het Sint-Gregoriuscollege en vertrok daarna naar het Koninklijk Conservatorium Gent, waar hij zijn diploma Master in de Dramatische Kunsten behaalde.

## Rollen
| Televisieserie | soort          | rollen                  | jaren                                        | zender |
| -------------- | -------------- | ----------------------- | -------------------------------------------- | ------ |
| Zone Stad      | politieserie   | Kevin Verstichelen      | 2013                                         | VTM    |
| Familie        | televisieserie | Maarten Van den Bossche | 2006-2013, 2014-2015, 2016, 2018, 2024, 2025 | VTM    |
| Wittekerke     | televisieserie | Tim Sneyers             | 2001-2002                                    | VTM    |
| Zone Stad      | politieserie   | Verkeersdelinquent      | gastrol                                      | VTM    |

| Theaterstukken     | jaren     |
| ------------------ | --------- |
| Tristan en Isolde  |           |
| Binnenwoud         |           |
| Onder het melkwoud | 2000-2001 |
| Rijnzand           | 2000-2001 |
| Piezjama           |           |
| Dromenjager        | 2003-2004 |
| Kus nu mijn...     |           |
| Burp               |           |
| Panda              |           |
| Hamlet             | 2012-2013 |

## Trivia
- Michael Vroemans deed vroeger aan Whing Tsun, een Chinese vechtkunst.